# Alain Gibert (1973)
Pour les articles homonymes, voir Gibert.
Alain Gibert est un auteur-compositeur-interprète, et musicien de Pop, chanson française, né le 13 octobre 1973 à Saint-Jean-de-Luz dans les Pyrénées-Atlantiques.

## Discographie
- Les marches de l'opéra (EP) (2013)
- Sublime Ordinaire (2015)[1],[2],[3],[4],[5],[6],[7],[8],[9],[10]
- Canyon Alibi (2018)[11],[2],[12],[13],[14],[15],[16],[17],[18],[19],[20]

## Distinctions
- Demi-finaliste du Prix Georges Moustaki[22]